# コリン・クイン
コリン・クイン（Colin Quinn、1959年6月6日 - ）は、アメリカ合衆国の俳優。

## 出演作品
- スリーメン&ベビー
- アダルトボーイズ遊遊白書
- ヒュービーのハロウィーン Hubie Halloween (2020)